# Avera (Taputapuatea)
Avera es una comuna asociada de la comuna francesa de Taputapuatea que está situada en la subdivisión de Islas de Sotavento, de la colectividad de ultramar de Polinesia Francesa.

## Composición
La comuna asociada de Avera comprende una fracción de la isla de Raiatea.

## Demografía
| Gráfica de evolución demográfica de Avera entre 1977 y 2012 |
|                                                             |

Fuente: Insee